# Fórmula de De Moivre
A fórmula de De Moivre afirma que:
{\displaystyle (\cos x+i\mathrm {sen} \,x)^{n}=\cos(nx)+i\mathrm {sen} \,(nx)\,\forall x\in \Re \land \forall n\in Z}

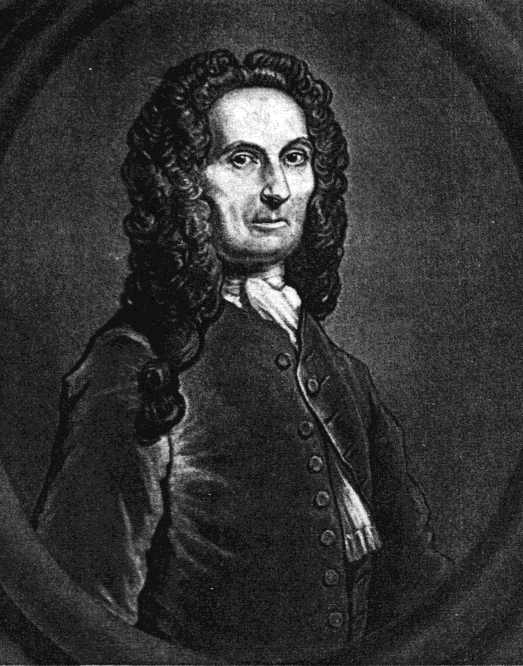
Abraham De Moivre

Esta fórmula é importante porque estabelece uma ligação entre números complexos (i é a unidade imaginária) com a trigonometria. A expressão:
{\displaystyle \cos \left(x\right)+i\mathrm {sen} \,\left(x\right)}
é frequentemente abreviada por:
{\displaystyle \mathrm {cis} \left(x\right)}.
ainda que a fórmula de Euler seja uma maneira mais comum de a descrever.
Abraham de Moivre foi amigo de Newton; em 1698 este último escreveu que esta fórmula era do seu conhecimento desde 1676.
A fórmula de De Moivre pode ser obtida da fórmula de Euler:
{\displaystyle e^{ix}=\cos \left(x\right)+i\mathrm {sen} \,\left(x\right)}
embora historicamente seja anterior a esta. Ela é um caso particular da expressão mais geral:
{\displaystyle (|z|(\cos x+i\mathrm {sen} x))^{n}=|z|^{n}\left(\cos(nx)+i\mathrm {sen} (nx)\right)\,\forall x\in \Re \land \forall n\in Z}

## Demonstração
Vamos demonstrar a fórmula para {\displaystyle n\in \mathbb {N} } por indução e, depois generalizar, não recorrendo à fórmula de Euler.
Queremos provar que
{\displaystyle z^{n}=(|z|(\cos x+i\mathrm {sen} x))^{n}=|z|^{n}\left(\cos(nx)+i\mathrm {sen} (nx)\right).\,\forall x\in \Re },  {\displaystyle n\in \mathbb {N} } e com {\displaystyle z} sendo um número complexo.
Para {\displaystyle n=1} a identidade é verdadeira, pois tem-se {\displaystyle z=|z|\left(\cos x+i\sin x\right)}, que é a representação na forma polar de um número complexo (com {\displaystyle r=|z|} e {\displaystyle \theta =x}).
Suponhamos agora que a propriedade se verifica para {\displaystyle n=k} e provemos que também o é para {\displaystyle n=k+1}. Temos:
{\displaystyle z^{k+1}=zz^{k}=|z|^{k+1}\left(\cos x\cos(kx)+i(\cos x\sin(kx)+\sin x\cos(kx))-\sin x\sin(kx)\right)=|z|^{k+1}\left(\cos(x(k+1))+i\sin \left(k(x+1)\right)\right)}
Conseguimos provar que a fórmula se verifica, recorrendo às fórmulas {\displaystyle \cos(a+b)=\cos a\cos b-\sin a\sin b} e {\displaystyle \sin(a+b)=\cos a\sin b+\sin a\cos b}.
Queremos agora generalizar para {\displaystyle n\in \mathbb {Z} }. Para n=0 a propriedade é imediata se convencionarmos {\displaystyle z^{0}=1}
Consideremos {\displaystyle m=-n\in \mathbb {N} }. Então:
{\displaystyle z^{n}=(z^{-1})^{m}={\frac {1}{|z|^{m}}}\left(\cos -x+i\sin -x\right)^{m}}
Em que aplicámos propriedades dos complexos relacionadas com a potenciação e o quociente. Repare-se que agora estamos perante {\displaystyle -x} e não {\displaystyle x}. Agora:
{\displaystyle {\frac {1}{|z|^{m}}}\left(\cos -x+i\sin -x\right)^{m}=|z|^{-m}\left(\cos -mx+isin-mx\right)}
Aplicámos apenas a fórmula que já demonstrámos para os números naturais, uma vez que, como {\displaystyle n} é negativo, {\displaystyle m} é positivo (natural).
Substituindo de volta por {\displaystyle n=-m}:
{\displaystyle z^{n}=|z|^{n}\left(\cos nx+i\sin nx\right),\forall n\in \mathbb {Z} }, Q.E.D.
Destaque para o facto de a fórmula de De Moivre ser um caso particular para {\displaystyle |z|=1}